# 丁毅
丁 毅（てい き、1959年 - ）は、中国人民解放軍の軍人。出生地、籍貫地は、共に湖南省耒陽県。2014年12月現在、海軍中将、中国人民解放軍海軍副司令員。

## 略歴
東海艦隊航空兵第6航空師団師団長を務めた後、2009年に北海艦隊副参謀長に就任する。2009年7月に海軍少将に昇格する。2010年7月北海艦隊副司令員兼北海艦隊航空兵司令員に就任する。2013年7月に海軍副司令員に就任した。2014年7月に海軍中将に昇格した。
第13届上海市人民代表大会代表に選ばれ、2008年3月まで務めた。